# إسماعيل ساسي
إسماعيل ساسي (بالفرنسية: Ismail Sassi)‏ (24 ديسمبر 1991 بفرنسا - ) هو لاعب كرة قدم فرنسي في مركز الوسط.

## روابط خارجية
- إسماعيل ساسي على موقع قاعدة بيانات كرة القدم.إي يو (الإنجليزية)
- إسماعيل ساسي على موقع Soccerway.com (الإنجليزية)